# 波多贝罗
波多贝罗（英語：Portobello）是苏格兰爱丁堡东部，距离市中心3英里（4.8）的郊区，面向福斯湾，位于约帕和克雷根蒂尼之间。尽管历史上这里曾作为独立的镇，现隶属于爱丁堡作为居民区。其中一条人行道正对宽阔的沙滩。

## 历史

### 早年
此地区原先被称为Figgate Muir，可能的来源为古英语中短语“牛沟”(英語：cow's ditch)，但这片土地曾被荷里路德大教堂的修道士用来牧牛，因此名字的含义更贴近“牛路”(英語：cow road)。在1650年这里是奥利弗·克伦威尔和苏格兰领袖的秘密会见场所。

### 1700s
至18世纪，这里成为了海员和走私者的聚集地。1742年一间茅舍建立在现今的主干道上，建造者为一名叫乔治·汉密尔顿的海员。这名海员曾在攻打巴拿巴波托韦洛市时，效忠海军上将爱德华·弗农。在1739年，他将茅舍命名为波多贝罗以纪念战争胜利。至1753年茅舍周围建立了其他房屋，茅舍至1851年一直保持完好。
1. ↑   (PDF).   [27 April 2024]. （原始内容 (PDF)存档于27 August 2011）.
2. ↑  Grant, James. .  V. London: Cassell & Company Limited. 1880: 143–149  [27 April 2024]. （原始内容存档于9 December 2009）.
3. ↑  Grant, James. .  V. London: Cassell & Company Limited. 1880: 143–149  [7 May 2024]. （原始内容存档于9 December 2009）.